# Јан Сибелијус
Јан Сибелијус (швед. Jean Sibelius /ʒɑn sɪˈbeɪlyʊs/; Хеменлина, 8. децембар 1865 — Аинола, 20. септембар 1957) био је фински композитор.
Снажна уметничка личност своје земље. Финска национална музичка школа, коју су утемељили композитори као Фредерик Пацијус, Аксел Габријел Ингелијус и Роберт Кајанус, са музичком харизмом Јана Сибелијуса, стекла је међународни углед и признање.

## Биографија
Сибелијус је рођен у Хеменлини у Великој кнежевини Финској у породици у којој се причало шведски. Отац му је био доктор Кристијан Густаф Сибелијус, а мајка Марија Карлота Сибелијус (девојачко презиме Борг). Премда су га знали као Јанеа, током својих студентских дана почео је да користи француски облик свог имена, Јан, инспирисан визиткартом свог стрица који се бавио поморством.
Још у детињству, испољио је велику љубав према музици. Често је у наступу огорчења што му мајка Марија није дозвољавала да се посвети музици, са виолином у руци одлазио у природу и тамо свирао.
Једно време је студирао право, а са 14 година почео је учити певање, а студирао је теорију, композицију и виолину. У почетку су најјаче потицаје његовом стварању дале легенде из народног епа „Калевала", но никада није уносио у своја дела народну мелодију и ритмику, већ је компоновао у њиховом духу. Током 1891. године оженио се шест година млађом Аино Јарнефелт, из породице композитора Армаса Јарнефелта и са њом је у срећном браку поживео до краја живота. Године 1897, добио је државну стипендију, која му је омогућила да се у целини посвети компоновању. Након многих путовања по Европи, створио је музичка дела, која су му била више интернационална, а по стилу класицистичка, са снажним упливом Дебисијевог музичког импресионизма и тонске рафинисаности, а исто тако и под утицајем Европске позне романтике, синтетизујући ове тековине свог времена и градећи на њима свој лични стил. Након великог броја композиција, компонованих у првом периоду, између 1888. и 1905. године (временски размак од 17 година и чак око 50 нумерисаних опуса), Сибелијус донекле смањује број дела која ствара, а у формалној и мелодијско - ритмичкој структури тежи све већој концентрацији музичког материјала и прочишћавању личног стила.
Тако у другом свом стваралачком периоду, између 1905. и 1924. године, ствара низ дела (то је још око 55 опуса, али распоређених на период од 19 година), која су по прегледности тема и по формалној и мелодијско - ритмичкој структури, значајно сконцентрисана у мањем броју засебних целина, ставова.
Последњи јавни наступ имао је 1924. године, а на њему је диригирао своје ремек-дело „Седму симфонију", која је била и задња симфонија коју је написао и која је у свој својој прегледности, остварила концентрацију музичких мисли и структуре. Ваља овде приметити да је Сибелијус последње дело (опус 116) компоновао 1929. године - значи, још 11 опуса у наредних пет година - и да је од тада живео у повучености имања Јаверпаа недалеко од Хелсинкија, последњих 28 година свог дугог живота. Пред крај живота, уништио је рукопис своје несуђене Осме Симфоније, који је у међувремену начинио.

## Преглед стваралаштва
Музичко стваралаштво Јана Сибелијуса обухвата укупно 116 дела или опуса, компонованих између 1888. и 1929. године. Сибелијус је стварао на разним музичким подручјима.
На пољу камерне музике, компоновао је низ комада за виолину и клавир, груписаних у мање или веће целине, збирке, затим соло - песме за глас и клавир и известан број гудачких квартета.
На пољу концертантне музике, Сибелијус је компоновао култно дело за виолину, његов најомиљенији инструмент:
Концерт за виолину и оркестар, д - мол, опус 47 (1903—1905).
На пољу балетске музике, Сибелијус је компоновао два краћа балета: Пелеас и Мелисанда (према Метерлинковом комаду и Бура (према Шекспиру). Такође је написао и две самосталне оркестарске свите: Карелија, свита опус 11 (1894) и Љубавна свита, опус 14 (1894. године, за камерни оркестар).
Сибелијус је ипак, велики мајстор симфонијске музике. Ту је оставио велики број једноставачних симфонијских поема и седам инструменталних симфонија.

## Симфонијске поеме
Сибелијус је компоновао укупно 13 симфонијских поема. У њима се инспирише националном историјом и митовима из прошлости Финске. Као и њеном борбом за ослобођење од Царске Русије, у чијем је саставу била од 1809. до 1919. године. Најпознатије Сибелијусове поеме, редовно присутне на програмима концерата свуда у свету су:
- Кулерво, поема, опус 7 (1892)
- Ен Сага, симфонијска поема опус 9 (1892)
- Лабуд из Туонела, легенда за оркестар број 3, опус 22 (1896)
- Финландија, симфонијска поема опус 26 (1899)
- Тужни валцер, опус 44 (1902)
- Кћер Побјоле, симфонијска поема, опус 48, инспирисана Калевалом (1905)
- Ноћно јахање и свитање, симфонијска поема опус 55 (1908)
- Бард, симфонијска медитација, опус 64 (1911)
- Океаниде, симфонијска поема, опус 73 (1913)
- Тапиола, симфонијска поема опус 112, поема Финске шуме (1926).
- Куолема, Тужан валцер, симфонијска поема опус 44, музика за драму „Смрт“ Арвида Јернефелта (1903)

## Симфоније
У својих седам инструменталних симфонија, Сибелијус полазећи од музичке и фолклорне традиције своје земље, уткива је у симфонијске облике Европског музичког романтизма деветнаестог и почетка двадесетог века, смело концентришући, сједињавајући тај облик, чиме му даје властити уметнички печат. Седам Сибелијусових симфонија су:
- I Симфонија у e-moll-у op 39 (1899)
- II Симфонија у D-dur-у op 43 (1901—1902)
- III Симфонија у C-dur-у po 52 (1907)
- IV Симфонија у a-moll-у op 63 (1909—1911)
- V Симфонија у Es-dur-у op 82 (1915 — 1919)
- VI Симфонија у d-moll-у op 104 (1923)
- VII Симфонија у C-dur-у op 105 (1924).